# Automotrice FS ALn 668.2400
Le automotrici FS ALn 668.2400, note anche come ALn 668 serie 2400, furono prodotte tra il 1956 e il 1963 dalla Breda di Milano e fanno parte della prima generazione del gruppo ALn 668, che comprende anche la serie ALn 668.1400, prodotta quasi contemporaneamente dalla FIAT Sezione Materiale Ferroviario di Torino.

## Costruzione
La serie 2400, realizzata dalla Breda di Milano, partì con tre anni di ritardo rispetto alla serie 1400 della FIAT ma, stante il minor numero di unità, le consegne furono completate pressoché contemporaneamente; le 40 automotrici prodotte furono suddivise in due sottoserie analoghe a quelle della serie 1400::
- la sottoserie ALn 668.2401-2430, suddivisa in due gruppi comprendenti le unità:

• 2401-2420, ordinate nel 1957 e consegnate tra il 1959 e il 1960;
• 2421-2430, ordinate nel 1959 e consegnate nel 1960;
- la sottoserie ALn 668.2431-2440, ordinata nel 1961 e consegnata nel 1963.

Il prezzo d'acquisto convenuto all'epoca con le Ferrovie dello Stato (FS) fu di 39 milioni di lire.

## Caratteristiche
Le ALn 668.2400 hanno una capacità di 68 posti a sedere, di cui 8 di prima classe, e sono mosse da due motori Diesel con potenza di taratura di 100 kW ciascuno, che permettono una velocità massima di 110 km/h e un'autonomia di circa 600 km.
Le automotrici sono atte al comando multiplo in doppia trazione di un'unità gemella, ma non possono essere pilotate dalle rimorchiate Ln 664.

### Differenze dalle ALn 668.1400
Analogamente alla FIAT, la Breda fece ricorso a tutta la propria esperienza nel settore delle automotrici impiegando componenti già largamente collaudati, ma non disdegnando allo stesso tempo soluzioni originali: infatti, pur mantenendo l'impostazione della cassa sostanzialmente analoga a quella delle automotrici FIAT ALn 668.1400, la Breda fece ricorso a uno schema meccanico completamente diverso realizzando uno schema di rodiggio 2'B', anziché (1A)(A1), con due motori Diesel affiancati che agivano tramite un unico cambio sul carrello posteriore.

### Motore e trasmissione
Per la serie 2400 fu adottato il motore Diesel a sei cilindri Breda-Isotta Fraschini D 140 S6H sovralimentato con la turbosoffiante Holset (cilindrata 10,179 dm³, potenza di taratura FS 100 kW).
I due motori di trazione erano posti affiancati sotto il pavimento dal lato opposto al bagagliaio e agivano su un unico cambio in modo da ottenere la completa aderenza sul carrello posteriore (rodiggio 2'B').
La trasmissione del moto alle sale motrici del carrello posteriore avveniva per mezzo dei seguenti organi meccanici:
- giunto idraulico e dispositivo a ruota libera a valle di ciascun motore;
- cambio epicicloidale Wilson a quattro marce;
- invertitore di marcia separato dal ponte di trasmissione e posto a diretto contatto con il cambio;
- ponte di trasmissione primario posto sulla sala motrice interna;
- ponte di trasmissione secondario posto sulla sala motrice esterna e collegato al ponte primario con un albero di rinvio.

L'adozione della ruota libera tra il cambio e i giunti idraulici evitava di sovraccaricare i motori a causa delle inevitabili leggere differenze di velocità tra gli stessi e consentiva la marcia con un solo motore in caso di avaria.
Il cambio a quattro velocità con comando elettropneumatico era di tipo Wilson a ingranaggi epicicloidali, fabbricato dalla Breda su licenza Self-Changing Gears (SCG), simile a quello montato successivamente sulle ALn 668.1500.
La disposizione compatta degli organi meccanici rendeva indubbiamente meno onerosa la costruzione e la manutenzione delle macchine, coniugando efficacemente i vantaggi della doppia motorizzazione con la semplicità di un'unica catena di trasmissione del moto; la concentrazione dello sforzo di trazione su un solo carrello motore, tollerata per forza di cose sulle automotrici monomotore ALn 880, ALn 990 e ALn 442-448, comportava però lo svantaggio che entrambe le sale motrici, vincolate meccanicamente, potevano slittare in caso di cattiva aderenza.

Per eliminare questa limitazione le automotrici ALn 668.2439 e 2440, ultime della serie 2400 Breda, furono costruite nel 1964 con i motori sistemati in corrispondenza di ciascun carrello realizzando lo stesso rodiggio (1A)(A1) delle ALn 668.1400 FIAT, ma non essendoci stati ulteriori sviluppi della serie 2400 Breda, questa variante sperimentale fu abolita dopo soli cinque anni per unificare tutte le automotrici della serie.

### Carrelli
Il carrello è di concezione decisamente più moderna di quello FIAT: invece delle balestre per la sospensione secondaria e delle semplici molle elicoidali per la primaria, la Breda preferì infatti adottare in entrambi i casi molle elicoidali miste in acciaio e gomma -tipo Eligo- simili a quelle montate sulle automotrici TEE ALn 442-448, in cui l'elica d'acciaio porta la maggior parte del carico e la gomma provvede allo smorzamento delle oscillazioni.
Sfortunatamente le ALn 668, a differenza delle TEE, erano destinate a prestare servizio su linee secondarie dall'armamento scadente sulle quali il carrello Breda portava frequentemente al manifestarsi di fenomeni di «galoppo» e «sussulto» molto fastidiosi per i viaggiatori e deleteri per la meccanica, che non furono mai del tutto eliminati nonostante l'aggiunta di ammortizzatori idraulici su tutte le molle.

Nonostante la causa di questi fenomeni fosse riconducibile alle cattive condizioni dell'armamento, risalente in molti casi alla fine del 1800, il carrello non fu obiettivamente un successo perché, sulle stesse linee e alle stesse velocità, le ALn 668.1500, dotate di un carrello decisamente tradizionale, non erano soggette ai fenomeni citati e consentivano un viaggio assai più confortevole.
La frenatura era realizzata con un cilindro pneumatico che comandava due ceppi per ruota; il carrello motore era inoltre dotato in origine di quattro sabbiere, successivamente eliminate.

### Cassa e arredamento interno
La cassa mantiene praticamente le stesse dimensioni fondamentali della serie 1400 della FIAT, ma presenta un aspetto esterno decisamente più aggraziato, grazie principalmente alle linee del tetto meglio armonizzate con le altre dimensioni e alla maggiore ampiezza dei finestrini di testata che seguono l'andamento del raccordo con le fiancate.
L'arredamento interno delle unità della sottoserie 2401-2430 risulta invece più datato di quello già abbastanza dimesso delle 1400 FIAT: il pavimento ricoperto in linoleum e i pannelli di rivestimento in masonite fissati con coprigiunti in legno e verniciati in verde pisello sulle fiancate e in bianco latte sul cielo, non contribuiscono infatti ad abbellire un ambiente già appesantito dalle bagagliere trasversali verde bottiglia, il cui aspetto verrà migliorato solo leggermente con l'adozione delle bagagliere longitudinali nella sottoserie 2431-2440.
La sottoserie 2431-2440, costruita tre anni dopo la precedente, differisce per alcune modifiche esteriori tra cui la più appariscente fu l'adozione delle porte di intercomunicazione a doppio battente con il vano per i mantici realizzato all'interno della cabina di guida come per la contemporanea sottoserie FIAT 1471-1480.
La coloritura della cassa seguì gli stessi schemi della serie 1400, partendo con il «verde lichene-giallo coloniale» nel 1959 e passando progressivamente al «grigio azzurro-beige pergamena» tra il 1963 e l'inizio degli anni settanta.

### Cabina di guida
Analogamente alle ALn 668.1400, l'esiguo spazio a disposizione delle cabine di guida poste alle estremità dell'automotrice fu sfruttato in modo razionale disponendo a sinistra il banco di manovra, al centro la porta di intercomunicazione (sulle unità 2401-2430) o il vano per il mantice (sulle unità 2431-2440) e a destra il posto per l'aiuto macchinista e il casellario per il messaggere postale.
Il posto del macchinista è equipaggiato con il rubinetto del freno, posto a sinistra del banco di manovra che riunisce tutti gli altri comandi e gli strumenti di controllo per l'automotrice pilota e l'unità accoppiata in comando multiplo.
Il banco di guida, completamente diverso da quello delle automotrici FIAT, ha il comando del cambio separato da quello dell'acceleratore: la selezione delle marce avviene infatti per mezzo di un selettore a maniglia a cinque posizioni (folle più quattro marce) posto sul lato destro della consolle in corrispondenza del pedale dell'acceleratore.
La condotta di guida è simile a quella delle automotrici FIAT, con l'unica differenza che la presenza delle ruote libere consente la marcia per inerzia con i motori al minimo al raggiungimento della velocità desiderata o in discesa.

### Organi di accoppiamento
Le ALn 668.2400 sono equipaggiate con i normali organi di trazione e repulsione (gancio di trazione e respingenti) che permettono loro di essere inserite in composizione con la maggior parte delle automotrici e con i treni di materiale ordinario; l'accoppiamento con le automotrici dei vecchio tipo come le ALn 56, ALn 556, ALn 772 e le rimorchiate derivate dalle littorine è possibile soltanto con l'interposizione di una barra di trazione e di un'apposita maschera da ancorare al gancio dell'ALn 668.
Sulle testate sono inoltre disponibili gli accoppiatori della condotta elettrica a 78 poli per il comando multiplo di due automotrici della stessa serie.
Le ALn 668.2400 hanno la possibilità di trainare i rimorchi Ln 664 FIAT, di cui possono comandare le porte e l'accensione dei fanali e delle luci, ricevendo dagli stessi le segnalazioni della carica batterie e della caldaietta Webasto per il riscaldamento dell'ambiente; detta possibilità è però rimasta teorica perché l'uso del rimorchio, non essendo in grado di pilotare l'automotrice, avrebbe compromesso la reversibilità del convoglio.

### Servizi ausiliari

#### Raffreddamento motori
L'acqua per il raffreddamento dei motori viene mantenuta in circolo in ciascun propulsore tramite una valvola termostatica fino al raggiungimento della temperatura di 70 °C, superata la quale viene inviata nei radiatori o nel circuito di riscaldamento invernale.
Le ventole dei radiatori, posti nel sottocassa in corrispondenza di ciascun motore, vengono trascinate in movimento da un rinvio posto subito a monte del cambio, in modo da continuare a girare anche in caso di avaria del motore corrispondente ed essere sempre in grado di azionare gli alternatori collegati collegati alle ventole con trasmissioni a cinghia.
Il circuito di raffreddamento dei motori è dotato inoltre di termostati di sicurezza che forzano al minimo dei giri il motore interessato dal raggiungimento della temperatura di 88 °C o all'arresto automatico a 96 °C.
Durante il periodo invernale l'acqua di refrigerazione viene preriscaldata con una scaldiglia elettrica per favorire l'avviamento dei motori dopo una sosta prolungata.

#### Impianto di riscaldamento
Il riscaldamento invernale degli ambienti è realizzato con radiatori percorsi dall'acqua di raffreddamento dei motori, che viene messa in circolazione dopo aver superato la temperatura di 88 °C.

#### Impianto pneumatico
L'impianto pneumatico comprende tre serbatoi principali collegati in serie, di cui due costituiscono la riserva d'aria generale per tutte le utenze pneumatiche dell'automotrice e uno per il freno, controllati da un regolatore di pressione sincronizzato con quello dell'unità collegata in comando multiplo.
L'aria compressa viene prodotta da una coppia di compressori Westinghouse T 460 da 460 litri al minuto, identici a quelli impiegati sulle ALn 668.1400.

#### Impianto elettrico
L'impianto elettrico a 24 V in corrente continua è alimentato da otto batterie di accumulatori della capacità complessiva di 560 Ah, ricaricate da una coppia di alternatori-raddrizzatori da 1,2 kW azionati indirettamente dai motori Diesel con un rinvio a cinghia dalle ventole dei radiatori, oppure in deposito mediante un'apposita presa esterna.
Le batterie alimentano tutte le utenze elettriche del veicolo, in particolare i circuiti di illuminazione, di comando e di avviamento dei motori.
L'uso dell'alternatore al posto della dinamo per la ricarica delle batterie fu un'innovazione introdotta con successo dalla Breda nel 1959, che venne replicata su tutte le successive serie di ALn 668.

## Modifiche
Il motore Breda-Isotta Fraschini D 140 S6H delle ALn 668.2400, concepito espressamente per applicazioni ferroviarie, si dimostrò scarsamente affidabile nei primi anni di esercizio e la sua messa a punto definitiva richiese modifiche piuttosto importanti ad alcuni particolari rivelatisi molto delicati. Questa mancanza iniziale di affidabilità fu probabilmente la ragione principale del minor numero di ALn 668 Breda rispetto alle FIAT, il cui maggior punto di forza era la robustezza del motore derivato da applicazioni per autotrazione stradale di grande serie.
Il mantice di intercomunicazione, non previsto sulle unità della sottoserie ALn 668.2401-2430, fu aggiunto in occasione delle riparazioni generali (RG), che si protrassero fino all'inizio degli anni settanta. In occasione delle prime RG fu anche adottato lo schema di coloritura unificato «grigio azzurro-beige pergamena» in sostituzione dello schema originale «verde lichene-giallo coloniale».
In assenza di nuove serie sviluppate a partire dalle ALn 668 Breda le automotrici ALn 668.2439 e 2440, costruite con rodiggio (1A)(A1) invece che 2'B', si ritrovarono a essere due esemplari anomali nella serie 2400; l'occasione per renderle identiche alle altre fu fornita da un grave incidente occorso alla 2439 che nel 1969 andò a urtare violentemente una locomotiva a vapore 640 nella stazione di San Sebastiano Po, sulla Chivasso-Asti, uscendone semidistrutta. Poco più tardi fu ricostruita con i motori affiancati e il rodiggio 2'B' come le altre, seguita nello stesso anno dalla 2440, unificando così definitivamente l'intera serie 2400.
Nel 1983 iniziò la progressiva sostituzione delle porte pneumatiche d'ingresso con altre in lega leggera.

## Esercizio
Dopo un breve stazionamento a Bologna delle prime 14 unità, le ALn 668.2400 furono assegnate ai depositi locomotive di Novara e Asti, svolgendo tutta la loro carriera sulle linee secondarie del Piemonte centrale e nord-orientale. Con l'eccezione dell'ALn 668.2406, rimasta danneggiata in modo irreparabile da un incendio e demolita nel 1984, le 2400 prestarono servizio regolare fino all'inizio dell'orario estivo del 1994, con il quale fu avviato il loro progressivo accantonamento sistematico, che procedette man mano che si resero disponibili ed efficienti le ALn 668.1500 di altri depositi destinate a sostituirle.
Le 2400 rimasero una serie senza seguito anche perché, nonostante vantassero una maggior originalità di soluzioni rispetto alla coetanea serie FIAT 1400, erano caratterizzate da un peggiore comfort di marcia e da una certa delicatezza, specialmente nei motori, fonti di numerose noie durante i primi anni di servizio.

## Modelli derivati per le ferrovie in concessione
Nel 1960 la Breda realizzò sul modello delle ALn 668.2400 un lotto di automotrici e rimorchiate per la linea Brescia-Iseo-Edolo della Società Nazionale Ferrovie e Tramvie (SNFT), composto da:
- 4 automotrici con potenza installata di 250 kW e rapporto di trasmissione per una velocità massima di 80 km/h, immatricolate SNFT An 68.111-114;
- 12 rimorchiate non pilota, immatricolate SNFT AB 68;
- 2 rimorchiate non pilota con bagagliaio e compartimento postale, immatricolate SNFT ABDU 32[29].